# Carne y Arena
Carne y Arena (letteralmente, Carne e sabbia) è un’installazione in realtà virtuale scritta e diretta dal regista messicano Alejandro González Iñárritu, pensata e realizzata nell’intento di proiettare «gli spettatori nella dura vita di un immigrato» nell’atto di attraversare il confine tra Messico e Stati Uniti. Per realizzare l’opera insieme all'amico direttore della fotografia Emmanuel Lubezki, ha collaborato con la ILMxLAB col supporto della Legendary Entertainment e Fondazione Prada.
Il corto è stato presentato al Festival di Cannes 2017, come parte della selezione ufficiale, risultando il primo progetto in realtà virtuale in assoluto a partecipare alla cerimonia. Proposta successivamente presso la Fondazione Prada a Milano,, l’installazione ha guadagnato l'attenzione di critica e pubblico per la sua enorme innovazione tecnica e per il suo forte messaggio politico.

## Sinossi
Il film colloca lo spettatore tra un gruppo di immigrati guidati da un coyote attraverso il confine messicano negli Stati Uniti, fino a quando non vengono fermati dalla pattuglia di confine. La storia è basata su interviste che Iñárritu ha fatto con i rifugiati messicani e centroamericani sulle loro storie di vita. Benjamin B dell'American Cinematographer ha ribadito che «le straordinarie conquiste del processo di realtà virtuale sono state ammirate perché riportano lo spettatore a prima che i fratelli Lumière inventassero le proiezioni pubbliche con le cineprese… proprio come gli Edison Kinetoscopes nelle sale Nickelodeon nei primi anni del 1900.» Il sottotitolo dato dal regista, "Virtually present, physically invisible", sottolinea il cambiamento del ruolo degli spettatori nella visione del film.

## Accoglienza
Carne y Arena, in quanto prima produzione cinematografica in VR, è stato premiato con l'Oscar Special Achievement Award dall'Academy of Motion Picture Arts and Sciences, che non l'aveva conferito da 22 anni (l'ultima opera a vincerlo è stata infatti Toy Story - Il mondo dei giocattoli, nel 1996).
Fin dalla sua prima proiezione a Cannes il 17 maggio 2017, il cortometraggio è stato accolto in maniera molto positiva dalla critica. Stesse lodi le ha ricevute presso la Tlatelolco University Cultural Center di Città del Messico, la Fondazione Prada a Milano e il Los Angeles County Museum of Art (LACMA).
Acclamato per il suo successo nel creare una nuova esperienza per coinvolgere più sensi ed emozioni rispetto ai film tradizionali utilizzando la tecnologia della realtà virtuale, l'opera è stata definita da Germano Celant come «una fusione di identità che nasce: un'unità psicofisica in cui, attraversando la soglia del virtuale, l'umano si allontana dall'immaginario e viceversa. È una rivoluzione nella comunicazione in cui il vedere si trasforma in sentimento e in un impegno fisico con il cinema: una transizione dallo schermo allo sguardo dell'essere umano, con un'immersione totale dei sensi.».

## Premi e riconoscimenti
- 2018 - Premio Oscar
  - Special Achievement Award ad Alejandro G. Iñárritu